# Бокасса, Жан-Бедель (младший)
Жан-Бедель Жорж Бокасса младший (Бокасса II; фр. Jean-Bédel Bokassa Jr; род. 2 ноября 1973, Банги, ЦАР) — сын самопровозглашённого императора Центральноафриканской империи Бокассы I и его супруги, императрицы Екатерины Дангиаде.

## Биография
Родился в Банги в бытность Жана-Беделя Бокассы президентом ЦАР. 4 декабря 1977 года в ходе церемонии коронации Бокассы был провозглашён наследником престола (кронпринцем). При этом он не является самым старшим из детей своего отца.
После смерти отца 3 ноября 1996 года возглавил династию, как претендент на трон Центральноафриканской империи. 